# Youx
Youx est une commune française, située dans le département du Puy-de-Dôme en région Auvergne-Rhône-Alpes.

## Géographie

### Localisation
Youx est située au nord-ouest du département du Puy-de-Dôme, à proximité de Saint-Éloy-les-Mines.

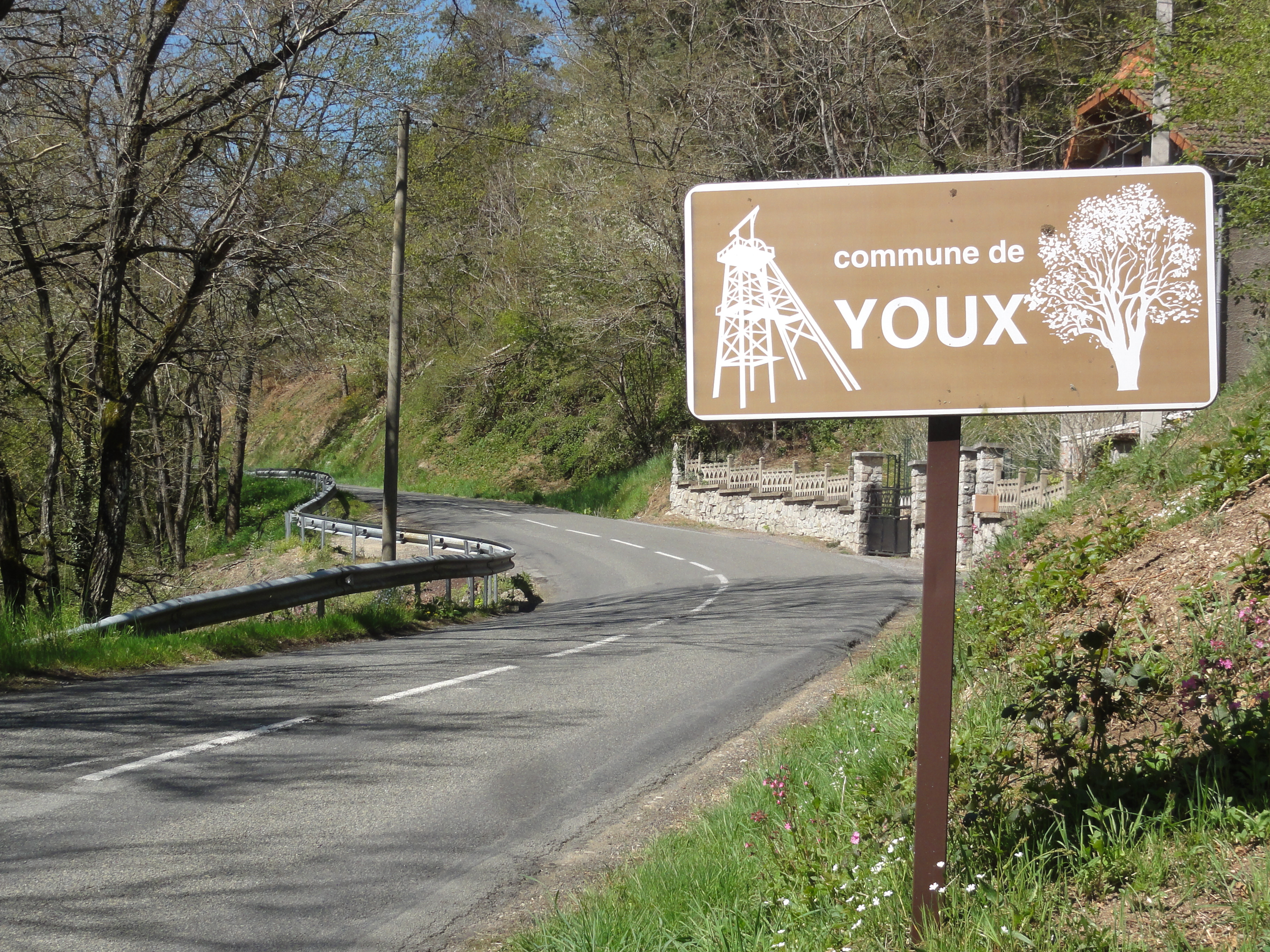
Entrée de la commune.
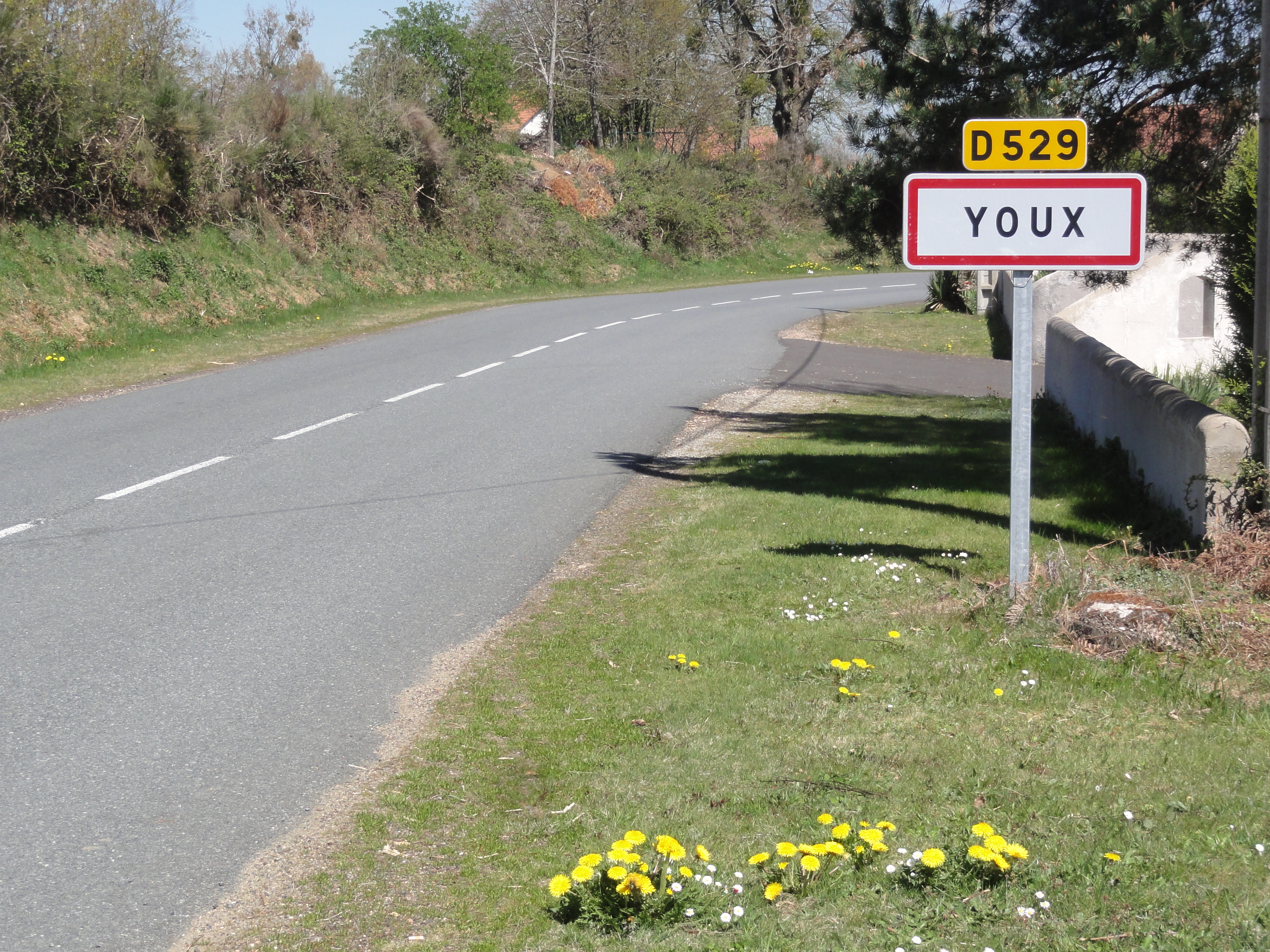
Entrée du bourg.

Sept communes sont limitrophes d'Youx :
| La Crouzille | Montaigut | Saint-Éloy-les-Mines |
|              | Youx      |                      |
| Le Quartier  | Teilhet   | Menat, Neuf-Église   |

### Hydrographie
La commune est traversée, à l'est, par la Bouble.

### Climat
Pour des articles plus généraux, voir Climat d'Auvergne-Rhône-Alpes et Climat du Puy-de-Dôme.
En 2010, le climat de la commune est de type climat océanique dégradé des plaines du Centre et du Nord, selon une étude du Centre national de la recherche scientifique s'appuyant sur une série de données couvrant la période 1971-2000. En 2020, Météo-France publie une typologie des climats de la France métropolitaine dans laquelle la commune est exposée à un climat de montagne ou de marges de montagne et est dans la région climatique  Ouest et nord-ouest du Massif Central, caractérisée par une pluviométrie annuelle de 900 à 1 500 mm, maximale en automne et en hiver.
Pour la période 1971-2000, la température annuelle moyenne est de 9,9 °C, avec une amplitude thermique annuelle de 15 °C. Le cumul annuel moyen de précipitations est de 837 mm, avec 10,8 jours de précipitations en janvier et 7,7 jours en juillet. Pour la période 1991-2020, la température moyenne annuelle observée sur la station météorologique de Météo-France la plus proche, « Pionsat », sur la commune de Pionsat à 9 km à vol d'oiseau, est de 10,2 °C et le cumul annuel moyen de précipitations est de 917,2 mm,. Pour l'avenir, les paramètres climatiques de la commune estimés pour 2050 selon différents scénarios d'émission de gaz à effet de serre sont consultables sur un site dédié publié par Météo-France en novembre 2022.

## Urbanisme

### Typologie
Au 1er janvier 2024, Youx est catégorisée commune rurale à habitat dispersé, selon la nouvelle grille communale de densité à sept niveaux définie par l'Insee en 2022.
Elle appartient à l'unité urbaine de Saint-Éloy-les-Mines, une agglomération intra-départementale regroupant trois  communes, dont elle est une commune de la banlieue,,. Par ailleurs la commune fait partie de l'aire d'attraction de Saint-Éloy-les-Mines, dont elle est une commune de la couronne,. Cette aire, qui regroupe 15 communes, est catégorisée dans les aires de moins de 50 000 habitants,.

### Occupation des sols
L'occupation des sols de la commune, telle qu'elle ressort de la base de données européenne d’occupation biophysique des sols Corine Land Cover (CLC), est marquée par l'importance des territoires agricoles (58,8 % en 2018), en diminution par rapport à 1990 (60,2 %). La répartition détaillée en 2018 est la suivante : prairies (39,8 %), forêts (35,5 %), zones agricoles hétérogènes (19 %), zones urbanisées (5,7 %). L'évolution de l’occupation des sols de la commune et de ses infrastructures peut être observée sur les différentes représentations cartographiques du territoire : la carte de Cassini (XVIIIe siècle), la carte d'état-major (1820-1866) et les cartes ou photos aériennes de l'IGN pour la période actuelle (1950 à aujourd'hui).

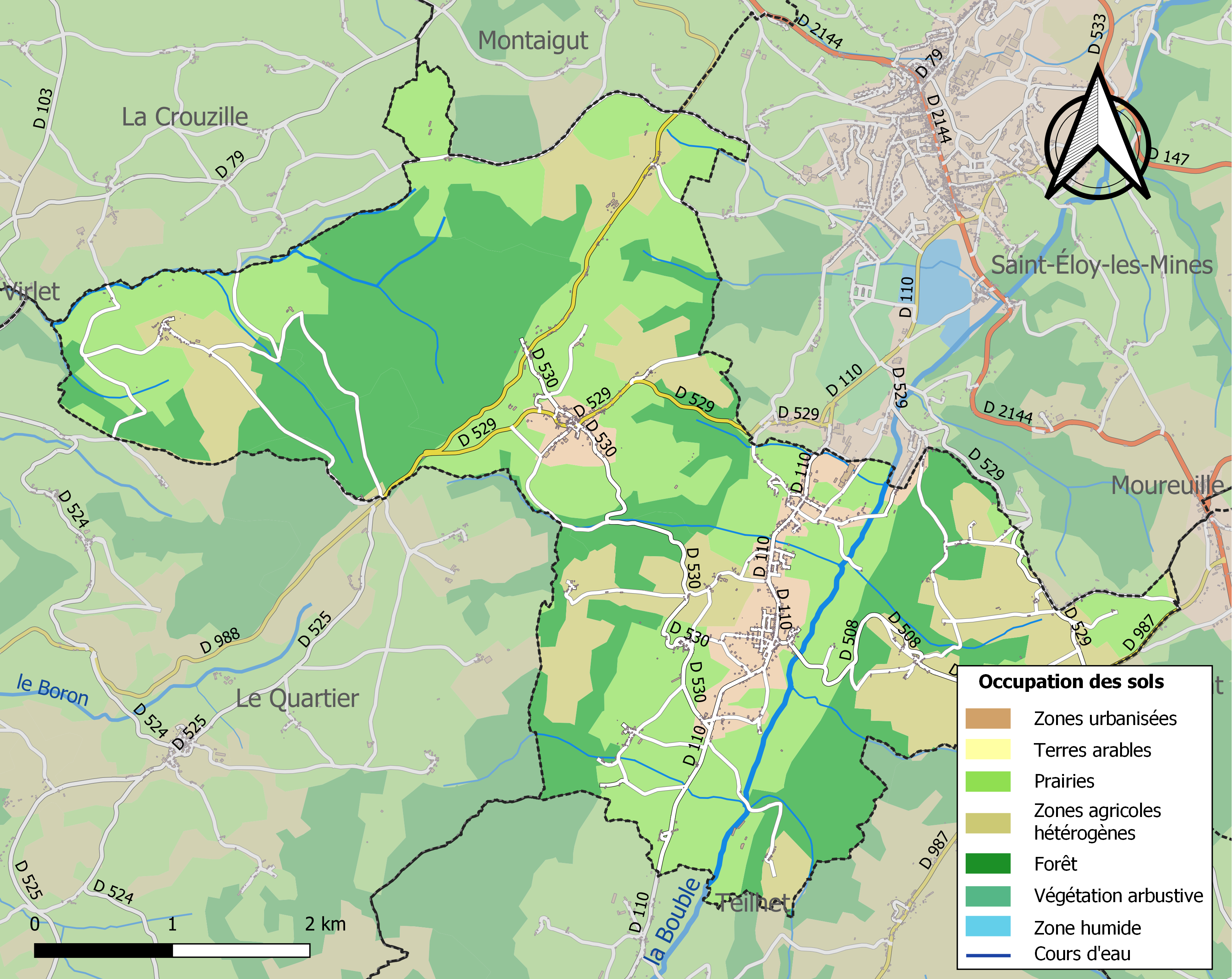
Carte des infrastructures et de l'occupation des sols de la commune en 2018 (CLC).

### Voies de communication et transports
Le territoire communal est traversé par les routes départementales 110 (de Saint-Éloy-les-Mines à Gouttières) par le hameau de Montjoie, au sud-est du chef-lieu de commune, 508 (de Montjoie à Neuf-Église), 529, 530 (du Puy-Malet aux Chaumes), 987 (à la frontière avec Menat et Neuf-Église) et 988.
La ligne de Lapeyrouse à Volvic traversait la commune du nord au sud. Tout trafic a été suspendu à la fin de l'année 2007.

## Toponymie
Dans le parler bourbonnais local l'ensemble de la commune se nomme Vagüe. Le nom est à l'origine du nom des habitants d'Youx : les Vagurauds. Youx fait, en effet, partie de l'aire linguistique des parlers du Croissant, espace où la langue est un mélange d'occitan et de langue d'oïl. 

## Histoire
Sous l'Ancien Régime, l'actuelle commune d'Youx faisait partie de la Généralité de Moulins et de son élection de Gannat.

## Politique et administration

### Découpage territorial
La commune d'Youx est membre de la communauté de communes du Pays de Saint-Éloy, un établissement public de coopération intercommunale (EPCI) à fiscalité propre créé le 1er janvier 2017 dont le siège est à Saint-Éloy-les-Mines. Ce dernier est par ailleurs membre d'autres groupements intercommunaux. De 2013 à 2016, elle était membre de la communauté de communes du Pays de Saint-Éloy-les-Mines.
Sur le plan administratif, elle est rattachée à l'arrondissement de Riom, à la circonscription administrative de l'État du Puy-de-Dôme et à la région Auvergne-Rhône-Alpes. Elle faisait partie du canton de Montaigut jusqu'en mars 2015.
Sur le plan électoral, elle dépend du canton de Saint-Éloy-les-Mines pour l'élection des conseillers départementaux, depuis le redécoupage cantonal de 2014 entré en vigueur en 2015, et de la deuxième circonscription du Puy-de-Dôme pour les élections législatives, depuis le dernier découpage électoral de 2010 (sixième circonscription avant 2010).

### Élections municipales et communautaires

#### Élections de 2020
Le conseil municipal d'Youx, commune de moins de 1 000 habitants, est élu au scrutin majoritaire plurinominal à deux tours avec candidatures isolées ou groupées et possibilité de panachage. Compte tenu de la population communale, le nombre de sièges à pourvoir lors des élections municipales de 2020 est de 15. La totalité des candidats en lice est élue dès le premier tour, le 15 mars 2020, avec un taux de participation de 48,07 %.

#### Chronologie des maires
| Période                                  | Période                        | Identité                | Étiquette   | Qualité |
| ---------------------------------------- | ------------------------------ | ----------------------- | ----------- | --- |
| Les données manquantes sont à compléter. |                                |                         |             | |
| avant 1981                               | ?                              | Maurice Arnaud          | PS          | |
| 1998                                     | 2024 (démission)               | Pierrette Daffix-Ray    | PS puis DVG | Conseillère générale du canton de Montaigut (2004-2015) Conseillère départementale du canton de Saint-Éloy-les-Mines (depuis 2015) 2e vice-présidente du conseil départemental chargée des solidarités territoriales et du développement local Maître de conférence à la faculté de droit Présidente de l'association des maires du Puy-de-Dôme |
| 20 septembre 2024                        | En cours (au 30 novembre 2024) | Jean-Jacques Grzybowski |             | |

## Population et société

### Démographie
L'évolution du nombre d'habitants est connue à travers les recensements de la population effectués dans la commune depuis 1793. Pour les communes de moins de 10 000 habitants, une enquête de recensement portant sur toute la population est réalisée tous les cinq ans, les populations de référence des années intermédiaires étant quant à elles estimées par interpolation ou extrapolation. Pour la commune, le premier recensement exhaustif entrant dans le cadre du nouveau dispositif a été réalisé en 2008.

En 2022, la commune comptait 871 habitants, en évolution de −5,12 % par rapport à 2016 (Puy-de-Dôme : +2,1 %, France hors Mayotte : +2,11 %).
| 1793 | 1800 | 1806 | 1821 | 1831 | 1836 | 1841 | 1846 | 1851 |
| ---- | ---- | ---- | ---- | ---- | ---- | ---- | ---- | ---- |
| 502  | 486  | 596  | 619  | 618  | 652  | 630  | 722  | 711  |

| 1856 | 1861 | 1866 | 1872 | 1876 | 1881 | 1886 | 1891 | 1896 |
| ---- | ---- | ---- | ---- | ---- | ---- | ---- | ---- | ---- |
| 648  | 659  | 680  | 678  | 726  | 765  | 757  | 831  | 801  |

| 1901  | 1906  | 1911  | 1921  | 1926  | 1931  | 1936  | 1946  | 1954  |
| ----- | ----- | ----- | ----- | ----- | ----- | ----- | ----- | ----- |
| 1 046 | 1 132 | 1 228 | 1 200 | 1 652 | 1 878 | 1 880 | 1 879 | 1 945 |

| 1962  | 1968  | 1975  | 1982  | 1990  | 1999  | 2006  | 2008  | 2013 |
| ----- | ----- | ----- | ----- | ----- | ----- | ----- | ----- | ---- |
| 1 860 | 1 747 | 1 512 | 1 297 | 1 115 | 1 002 | 1 010 | 1 012 | 946  |

| 2018 | 2022 | - | - | - | - | - | - | - |
| ---- | ---- | - | - | - | - | - | - | - |
| 912  | 871  | - | - | - | - | - | - | - |

### Enseignement
Youx dépend de l'académie de Clermont-Ferrand.
Les élèves de la commune commencent leur scolarité à l'école maternelle publique puis à l'école élémentaire publique Montjoie. Ils poursuivent au collège Alexandre-Varenne de Saint-Éloy-les-Mines puis au lycée Virlogeux de Riom pour les filières générales et STMG, ou au lycée Pierre-Joël-Bonté, à Riom, pour la filière STI2D. Ces derniers bénéficient d'une double sectorisation dans la commune : ils peuvent aussi fréquenter les lycées du bassin de Montluçon.

## Culture locale et patrimoine

### Lieux et monuments
- Église Saint-Martin du XIXe siècle.
- Chapelle de Montjoie
- Chevalement du puits II des mines de Saint-Éloy-les-Mines.
- Monument aux morts.
- Plusieurs croix de chemin.

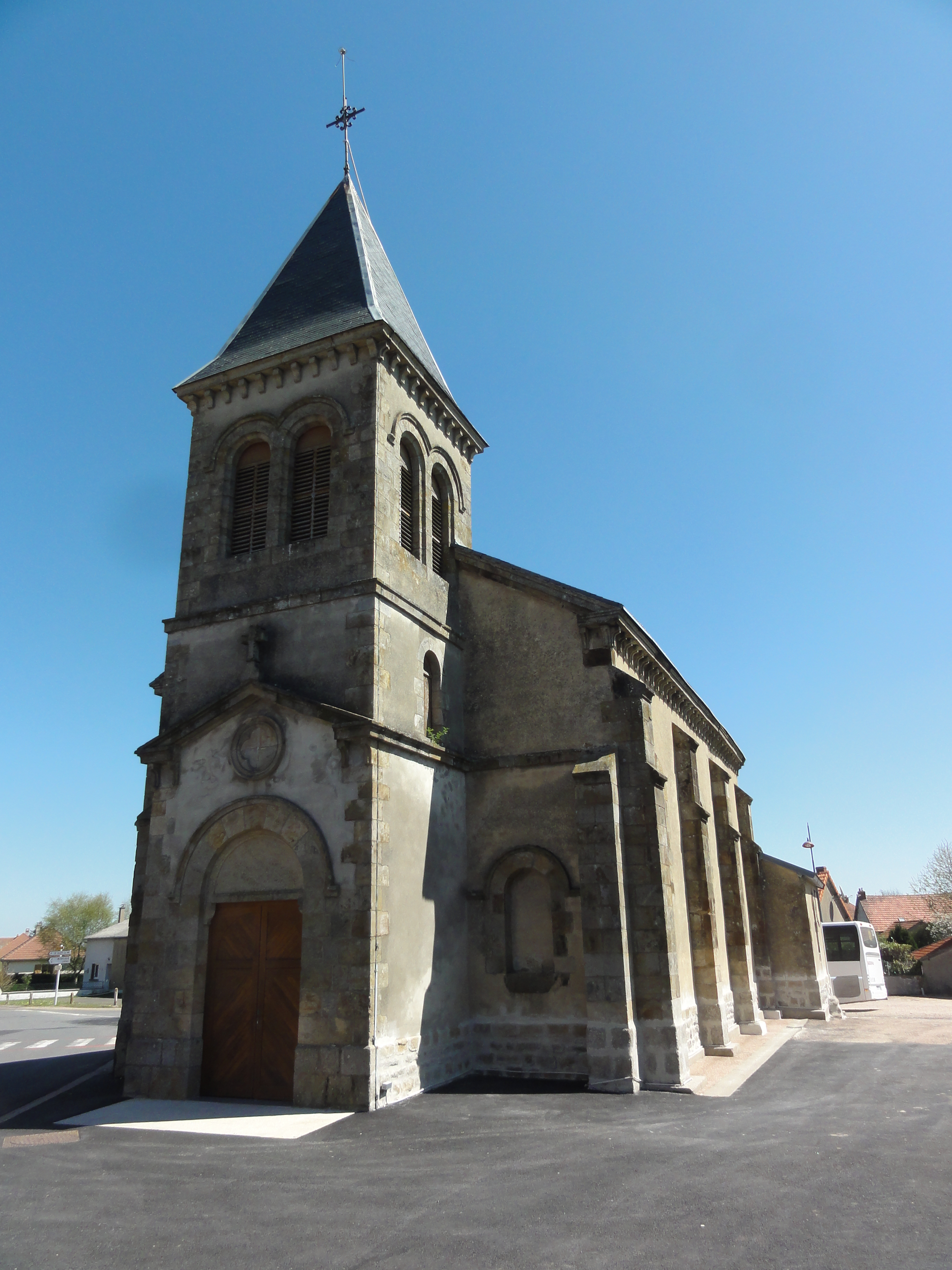
Église Saint-Martin.
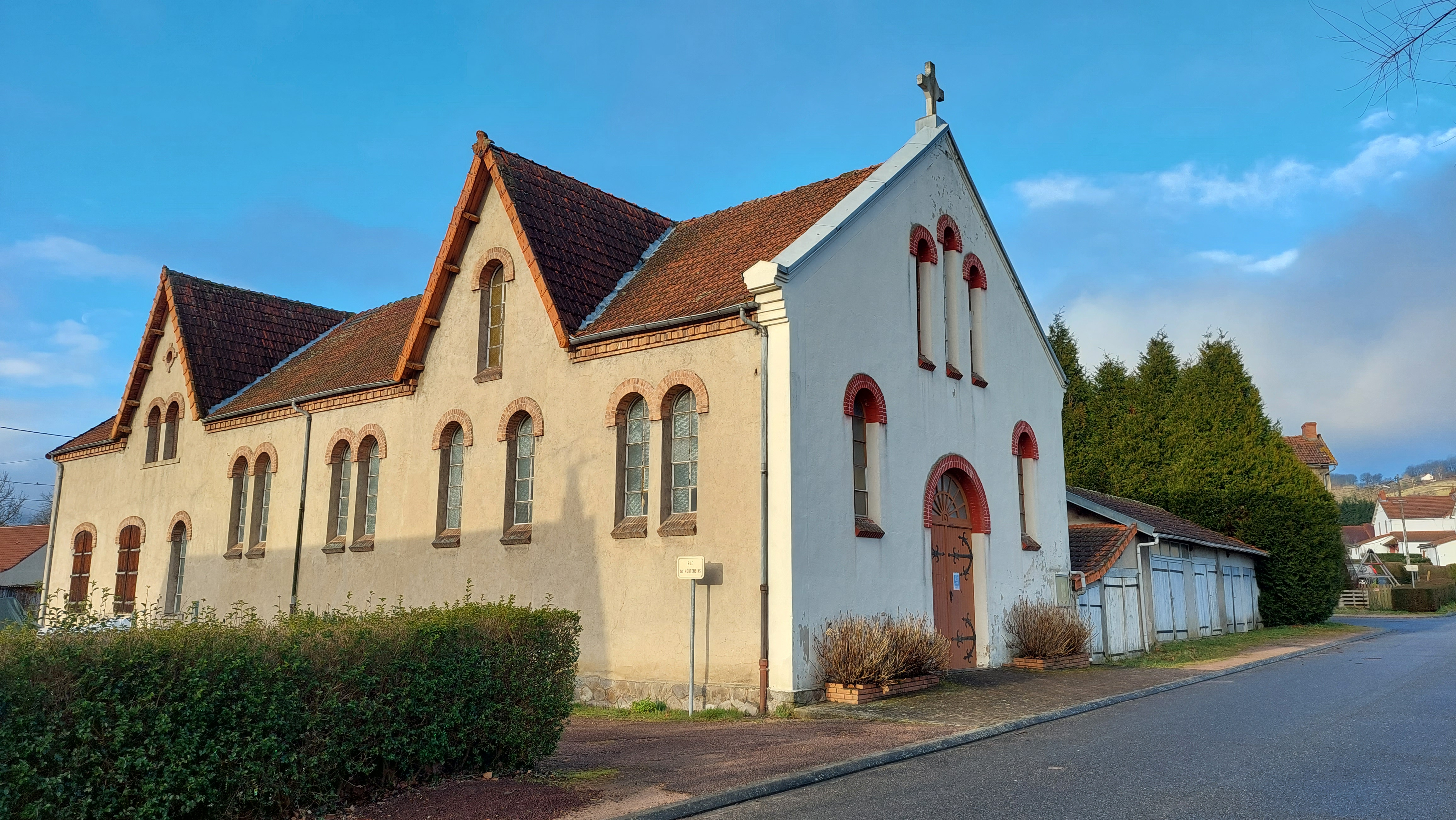
Chapelle de Montjoie
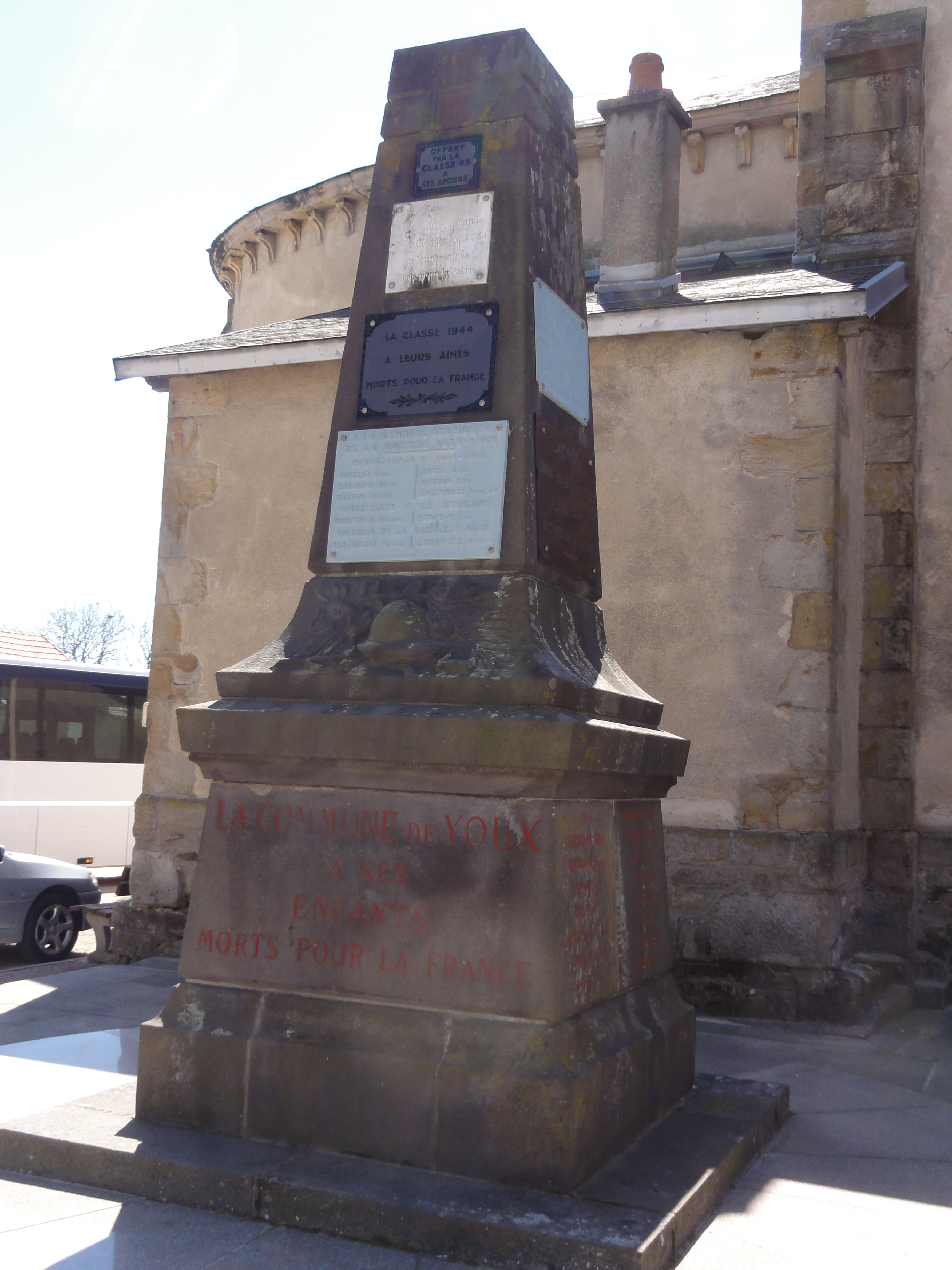
Monument aux morts.
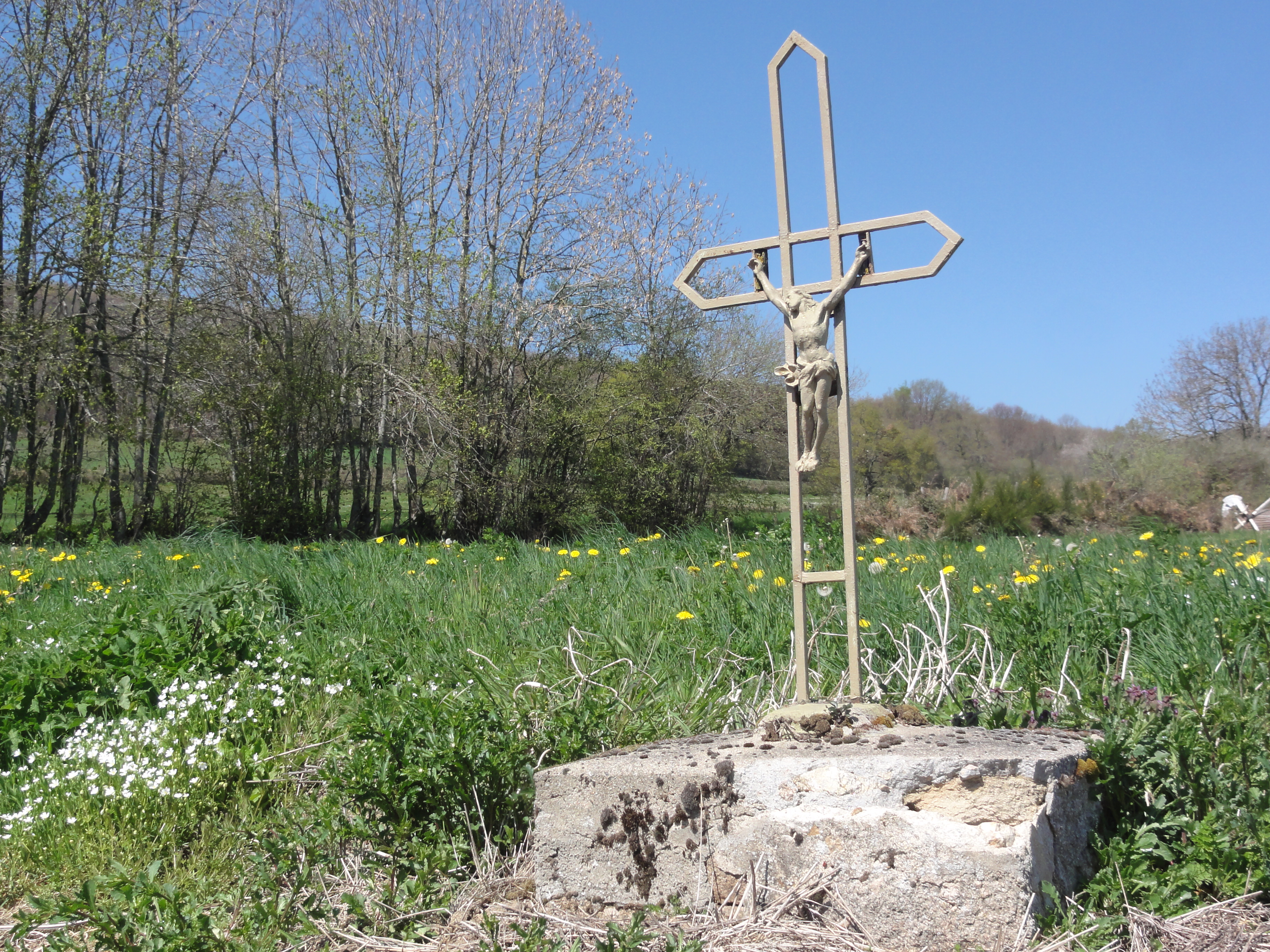
Croix de chemin route de Pionsat.
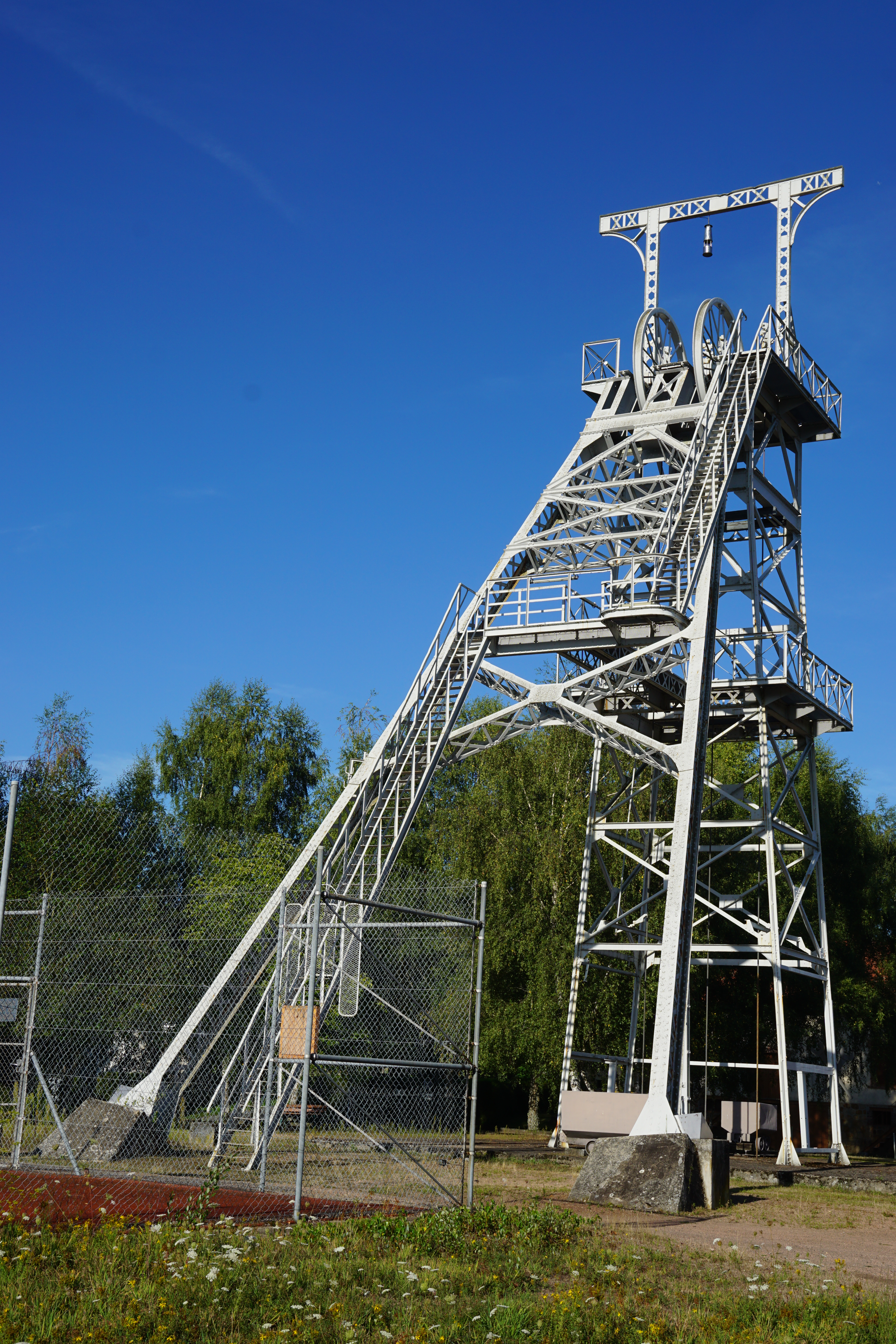
Chevalement du puits II.